# Ion Codiță
Ion Codiță (în rusă Иван Сергеевич Кодица; n. 19 aprilie/1 mai 1899 – d. 9 mai 1980) a fost un activist de partid și om politic din RSS Moldovenească, care a îndeplinit funcția de președinte al Prezidiului Sovietului Suprem al RSS Moldovenești (1951-1963).

## Biografie
Ion Codiță s-a născut în satul Corjova, astăzi în raionul Criuleni (din Basarabia). În anul 1920 a trecut clandestin linia de demarcație româno-sovietică și s-a înrolat ca voluntar în Armata Roșie a Muncitorilor și Țăranilor unde a luptat în perioada 1920–1923. Începând din anul 1926 a activat în cadrul mișcării sindicale din URSS.
În anul 1926 a absolvit Universitatea populară a minorităților naționale din vest „I.I. Marklevski”. În anul 1927, devine membru al PCUS. Apoi între anii 1929-1930 a urmat cursurile organizate de Școala Superioară a Sindicatelor, dar nu le-a finalizat.
În perioada 1930–1944, Ion Codiță a deținut posturi de conducere în organele sindicale și administrative ale URSS: membru în Comitetul Central al Uniunii Muncitorilor din Agricultură (1930–34), secretar executiv al Comitetului Central al Uniunii Muncitorilor din Sovhozuri (1934–37), șef al biroului personal-salarizare, director adjunct de cadre în fabrica „Rosglavkonditera” (1938–1941), director al fabricii de confecții din Saratov (1941), șeful biroului politic al Sovhozului „Ударник” (1941→) și director al Sovhozului din Saratov (→1944).
După reocuparea Basarabiei de către Uniunea Sovietică, Ion Codiță devine activist în aparatul CC al PC din Moldova (1944–50). În anul 1950 este numit în funcția de ministru al industriei locale al RSSM. În perioada 28 martie 1951 – 3 aprilie 1963, a îndeplinit funcția de președinte al Prezidiului Sovietului Suprem al RSSM, iar din anul 1954 și pe cea de locțiitor al Președintelui Prezidiului Sovietului Suprem al URSS.
În același timp, a avansat și în ierarhia de partid, fiind ales ca membru al Biroului CC al PCM (1951–63), apoi membru în Comisia centrală de revizie a PCUS (31 octombrie 1961– 29 martie 1966). De asemenea, a fost și deputat în Sovietul Suprem al URSS în legislaturile 4-6 și în Sovietul Suprem al RSSM în legislaturile 3-6.
În mai 1963, Ion Codiță a fost pensionat.
Până la începutul anilor 1990, strada Burebista din sectorul Botanica din Chișinău a purtat numele său.

## Distincții
Pentru meritele sale în sovietizarea Basarabiei, a fost decorat cu Ordinul Lenin, Ordinul Revoluției din Octombrie, Ordinul Steagul Roșu și două ordine „Steagul Roșu al Muncii”.